# Георг Зигмунд фон Щубенберг
Георг Зигмунд фон Щубенберг (немски: Georg Sigmund von Stubenberg; * 20 юни 1570, дворец Вурмберг, Щирия; † 1 септември или 7 септември 1632) е господар от род Щубенберг в Щирия, Австрия.

## Произход
Той е син на Балтазар II фон Щубенберг († 1582) и съпругата му фрайин Анна фон Ламберг или Мария Магдалена фон Хербершайн.

## Фамилия
Първи брак: с Анна Елизабет фон Щюбих. Те имат една дъщеря:
- Зигуна Елизабет фон Щубенберг (* 9 септември 1608; † 18 февруари 1676, Йоденбург), омъжена на 21 април 1624 г. за Зигмунд Кевенхюлер (* 4 септември 1597, Клагенфурт; † 16 май 1656, Унгария)

Втори брак: през 1592 г. с Юдит-Юлиана фон Ауершперг († 1594), дъщеря на фрайхер Дитрих фон Ауершперг (1534 – 1571) и графиня Юстина цу Лодрон-Латерано. Бракът е бездетен.
Трети брак: на 17 януари 1628 г. във Виена с Регина Сибила Кевенхюлер-Айхелберг (* 19 ноември 1608, Камер ам Атерзее; † 17 декември 1666, Нюрнберг), дъщеря на фрайхер Августин III Кевенхюлер-Айхелберг (1580 – 1625) и Анна Маргарета фон Виндиш-Грец (1594/1585 – 1629). Те имат един син:
- Георг Августин фон Щубенберг (* 1628; † октомври 1691, Зулцбах), женен I. на 26 септември 1659 г. за Амалия Кевенхюлер (* 19 май 1632; † 26 октомври 1661), II. на 12 юли 1663 г. за графиня Луиза фон Залм, вилд- и Райнграфиня в Даун (1631 – 1687)